# Centre de Lectura (Valls)
El Centre de Lectura és un edifici amb elements eclèctics i noucentistes de Valls (Alt Camp) protegit com a Bé Cultural d'Interès Local.

## Descripció
A la planta baixa, hi ha la seu social de l'entitat vallenca del "Centre de Lectura", que disposa d'un accés molt ampli i tot ell està emmarcat amb un estil neoclàssic.
A la primera planta, hi ha una balcona amb dues portes balconeres que tenen una barana a base de pedestals als extrems que emmarquen vint-i-dos balustres a la vista principal i dues unitats als laterals.
A la segona i tercera plantes, hi ha dos balcons molt senzills que reposen amb sengles impostes, dues per a cada balcó. Impostes que es reprodueixen per sota de la cornisa en nombre de sis unitats.
A finals dels anys "90", a la seu social es van fer reformes en la part correspont al bar i sales de lectura i reunions.